# Marilyn Wilson
Marilyn Joy Wilson, po mężu Young (ur. 14 lipca 1943 w Richmond, przedmieściu Melbourne) – australijska pływaczka. Srebrna medalistka olimpijska z Rzymu.
Zawody w 1960 były jej jedynymi igrzyskami olimpijskimi. Srebrny medal zdobyła w sztafecie 4 × 100 metrów stylem zmiennym. Australijską sztafetę tworzyły również Jan Andrew, Dawn Fraser i Rosemary Lassig. 